# Kwasy spożywcze
Kwasy spożywcze – kwasy organiczne stosowane w przemyśle spożywczym. 
Należą do nich m.in.:
- kwas adypinowy - stosowany jest jako regulator kwasowości;
- kwas cytrynowy - kwas cytrynowy jest używany jako regulator kwasowości i przeciwutleniacz;
- kwas mlekowy - regulator kwasowości;
- kwas winowy - regulator kwasowości.